# Ben 10: Alien Force (videojuego)
Ben 10: Fuerza Alienígena (Ben 10: Alien Force) es el nombre del videojuego para Wii, PlayStation 2, PlayStation Portable y Nintendo DS de la serie Ben 10.

## De qué se trata
Se desarrolla 5 años en el futuro, Ben tendrá que salvar al mundo de nuevo, pero con su Omnitrix recalibrado. El mundo será invadido por unos nuevos enemigos, los DNAlien's, pero Ben contará con la ayuda de su prima Gwen, y de Kevin, un viejo enemigo que se le unirá a Ben, ahora puede controlar sus poderes, juntos podrán detener esta invasión. 
El juego nos permitirá tomar el control de personajes del equipo Alien Force.
Nuestra misión será ayudar a Ben a recuperar al Omnitrix y liderar a ocho personajes jugables distintos (incluidas cinco formas alienígenas de Ben). 
Los personajes que encontraremos en Ben 10: Alien Force poseerán todos poderes especiales que utilizaremos para ayudarnos en nuestra misión. Gracias a ellos podremos manipular el fuego, bucear, crecer hasta una altura de 20 metros o volar a la velocidad del sonido, siempre dependiendo de la forma que hayamos adaptado. 
En total, Ben 10: Alien Force incluye más 20 tipos de enemigos que encontraremos en los distintos niveles que contiene el juego, todos ellos explorables. Una jugabilidad muy arcade, 75 opciones de ataques y, por supuesto, unos gráficos muy similares a los de la serie y su música original nos esperan en esta producción de Monkey Bar Games publicada por D3 Publishing.

## Aliens y personajes controlables
- Ben Tennyson

- Gwen Tennyson

- Kevin Levin

- Fuego Pantanoso

- Humongosaurio

- Frío (no en DS)

- Jetray (no en DS)

- Mono Araña (no en DS)

- Goop (solo en DS)

- Eco Eco (solo en DS)

- Piedra (solo en DS)

## Jefes
- Highbreed

- Gorvan

- Volkanus

- Kevin DNAlien (no en DS)

- DNAlien Florauna (solo en DS)

- Ben

## Enemigos
- DNAliens Normales, Pyronite y Vulpimancer
- Los Caballeros Eternos
- Mineros taedenite
- Xenocytas

- Datos: Q2057010